# Cobra-cuspideira-de-ashe
A cobra cuspideira de Ashe ou cobra cuspideira gigante (nome comum em inglês: Ashe's spitting cobra, or large brown spitting cobra) é uma espécie de Naja recentemente descrita.

## Nomenclatura
O nome Naja ashei foi escolhido em homenagem a James "Jimmy" Ashe, herpetólogo da região de Watamu, Quénia e o primeiro a sugerir a existência desta nova espécie na década de 1960. Ashe, que faleceu em 1994, foi o fundador do centro de investigação Bio-ken responsável pela reprodução de serpentes e por investigação de possíveis antivenenos. Seu veneno é letal.

## Características
Com um comprimento de cerca de 2,75 metros é a maior espécie do seu género, possuindo teoricamente veneno suficiente para matar de 15 a 20 pessoas.
Foi identificada pela primeira vez nas zonas costeiras do norte e este do Quénia, pensando-se que existe também nas zonas baixas do Uganda e Etiópia.

## Descoberta recente
Esta espécie foi apenas reconhecida como distinta em dezembro de 2007, depois de investigadores da Universidade de Gales e da Fundação Africana para a biodiversidade em Buluwayo, Zimbabué terem descoberto diferenças genéticas e morfológicas significativas, publicadas na revista Zootaxa. Não existe ainda um antiveneno para esta espécie.